# Bank Newton
Bank Newton est une paroisse civile du Yorkshire du Nord, en Angleterre.